# Söngvakeppnin 2022
Der 31. Söngvakeppnin 2022 fand im Februar und März 2022 statt und war der isländische Vorentscheid für den Eurovision Song Contest 2022 in Turin (Italien). Produzierender und ausstrahlender Fernsehsender war wie immer die isländische Rundfunkanstalt RÚV. Sigga, Beta und Elín gewannen den Wettbewerb mit ihrem Lied Með hækkandi sól.

## Format

### Konzept
Am 3. September 2021 bestätigte die öffentlich-rechtliche Rundfunkanstalt Ríkisútvarpið (RÚV) seine Teilnahme am Eurovision Song Contest 2021.
Das Konzept von 2019 und 2020 wird auch 2022 fortgeführt. Es wird wieder nur zehn Teilnehmer geben. Diese werden auf zwei Halbfinals aufgeteilt, indem je fünf Teilnehmer auftreten. In diesem müssen die Interpreten ihr Lied auf Isländisch vorstellen. Von den fünf Teilnehmern qualifizieren sich jeweils zwei für das Finale, wobei das Ergebnis der Halbfinale erstmals zu 50 % per Juryvoting und zu 50 % per Televoting bestimmt wird. Ebenfalls behält RÚV das Recht, eine Wildcard für das Finale zu vergeben. Somit werden im Finale vier oder fünf Teilnehmer auftreten. Dort haben die Interpreten dann freie Sprachwahl und es wird zwei Abstimmungsrunden geben. In der ersten Runde werden zu 50 % per Televoting und zu 50 % per einer erstmals eingesetzten zehnköpfigen internationalen Jury zwei Lieder für das Super-Finale bestimmt. In der zweiten Runde bestimmen die Zuschauer dann die Platzierungen, wobei die Stimmen des Televotings aus der ersten Runde mit ins Endergebnis eingerechnet werden. Dort entscheidet sich somit, wer Island beim Eurovision Song Contest 2021 repräsentieren wird.

### Beitragswahl
Vom 3. September 2021 bis zum 6. Oktober 2021 konnten Beiträge beim Fernsehsender eingereicht werden. Insgesamt 160 Lieder wurden bei RÚV eingereicht, also drei Lieder mehr als noch 2020.
Am 5. Februar 2022 wurden die zehn Beiträge dann der Öffentlichkeit präsentiert.

## Halbfinale

### Erstes Halbfinale
Das erste Halbfinale fand am 26. Februar 2022 um 19:30 Uhr (UTC) statt. Dort traten fünf Teilnehmer gegeneinander an. Die zwei Teilnehmer mit den meisten Stimmen qualifizierten sich für das Finale. Das Duo Amarosis erhielt die Jury-Wildcard für das Finale.
| 1. | 5 | Sigga, Beta & Elín     | Með hækkandi sól M/T: Lovísa Elísabet Sigrúnardóttir                                                                     | Isländisch                      | Mit der aufgehenden Sonne            | 10.788 | 30,6 % |
| 2. | 2 | Stefán Óli             | Ljósið M: Andri Þór Jónsson, Birgir Steinn Stefánsson; T: Andri Þór Jónsson, Birgir Steinn Stefánsson, Stefán Hilmarsson | Isländisch                      | Das Licht                            | 07.017 | 19,9 % |
| 3. | 1 | Amarosis               | Don’t You Know (Íslenska Útgáfan) M/T: Már Gunnarsson, Ísold Wilberg                                                     | Isländisch mit englischen Titel | Weißt du nicht (Isländische Version) | 07.006 | 19,9 % |
| 4. | 4 | Stefanía Svavarsdóttir | Hjartað Mitt M: Halldór Gunnar Pálsson; T: Magnús Þór Sigmundsson                                                        | Isländisch                      | Mein Herz                            | 05.613 | 15,9 % |
| 5. | 3 | Haffi Haff             | Gía M: Steinar Jónsson, Sigurður Ásgeir Árnason; T: Hafsteinn Þór Guðjónsson, Sigurður Ásgeir Árnason                    | Isländisch                      | –                                    | 04.828 | 13,7 % |

 Kandidat hat sich für das Finale qualifiziert.
 Kandidat erhielt eine Wildcard für das Finale.

### Zweites Halbfinale
Das zweite Halbfinale fand am 5. März 2022 um 19:30 Uhr (UTC) statt. Dort traten fünf Teilnehmer gegeneinander an. Die zwei Teilnehmer mit den meisten Stimmen qualifizierten sich für das Finale.
| 1. | 4 | Reykjavíkurdætur (Daughters of Reykjavík) | Tökum Af Stað M/T: Reykjavíkurdætur (Daughters of Reykjavík)                                                                        | Isländisch | Wir legen los       | 13.137 | 45,3 % |
| 2. | 3 | Katla                                     | Þaðan Af M: Jóhannes Damian Patreksson, Kristinn Óli S. Haraldsson, Hafsteinn Þráinsson, Snorri Beck; T: Kristinn Óli S. Haraldsson | Isländisch | Von dort aus        | 05.251 | 18,1 % |
| 3. | 2 | SUNCITY & SANNA                           | Hækkum Í Botn M: Sveinn Rúnar Sigurðsson, Valgeir Magnússon; T: Valgeir Magnússon, Davíð Guðbrandsson                               | Isländisch | Wir drehen voll auf | 04.170 | 14,4 % |
| 4. | 1 | Markéta Irglová                           | Mögulegt M: Markéta Irglová; T: Markéta Irglová, Sturla Mio Þórisson                                                                | Isländisch | Möglich             | 03.251 | 11,2 % |
| 5. | 5 | Hanna Mia and The Astrotourists           | Séns Með Þér M: Hanna Mia Brekkan, Sakaris Emil Joensen; T: Nína Richter                                                            | Isländisch | Eine Chance mit dir | 03.197 | 11,0 % |

 Kandidat hat sich für das Finale qualifiziert.

## Finale
Das Finale fand am 12. März 2022 statt. Sigga, Beta und Elín gewannen das Finale mit ihrem Lied Með Hækkandi Sól.
| Platz | Startnr. | Interpret                                 | Lied Musik (M) und Text (T) | Sprache              | Übersetzung (Inoffiziell) | Stimmen | Stimmen   | Stimmen |
| Platz | Startnr. | Interpret                                 | Lied Musik (M) und Text (T) | Sprache              | Übersetzung (Inoffiziell) | Jury    | Zuschauer | Gesamt  |
| ----- | -------- | ----------------------------------------- | --- | -------------------- | ------------------------- | ------- | --------- | ------- |
| 1.    | 3        | Reykjavíkurdætur (Daughters of Reykjavík) | Turn This Around M/T: Reykjavíkurdætur (Daughters of Reykjavík)                                                                     | Isländisch, Englisch | Dreh das um               | 19.437  | 26.320    | 45.757  |
| 2.    | 5        | Sigga, Beta & Elín                        | Með hækkandi sól M/T: Lovísa Elísabet Sigrúnardóttir                                                                                | Isländisch           | Mit der aufgehenden Sonne | 18.141  | 24.083    | 42.224  |
| 3.    | 2        | Amarosis                                  | Don’t You Know M/T: Már Gunnarsson, Ísold Wilberg                                                                                   | Englisch             | Weißt du nicht            | 11.921  | 12.506    | 24.427  |
| 4.    | 4        | Stefán Óli                                | Ljósið M: Andri Þór Jónsson, Birgir Steinn Stefánsson; T: Andri Þór Jónsson, Birgir Steinn Stefánsson, Stefán Hilmarsson            | Isländisch           | Das Licht                 | 13.476  | 09.126    | 22.602  |
| 5.    | 1        | Katla                                     | Þaðan Af M: Jóhannes Damian Patreksson, Kristinn Óli S. Haraldsson, Hafsteinn Þráinsson, Snorri Beck; T: Kristinn Óli S. Haraldsson | Isländisch           | Von dort aus              | 15.031  | 05.972    | 21.003  |

 Kandidat hat sich für das Superfinale qualifiziert.

### Juryvoting
| 1 | Þaðan Af         | 2.591 | 1.814 | 1.814 | 2.591 | 1.555 | 2.073 | 2.591 | 15.031 |
| 2 | Don’t You Know   | 1.555 | 2.073 | 1.555 | 1.555 | 1.814 | 1.814 | 1.555 | 11.921 |
| 3 | Turn This Around | 1.814 | 3.110 | 3.110 | 2.073 | 3.110 | 3.110 | 3.110 | 19.437 |
| 4 | Ljósið           | 2.073 | 1.555 | 2.073 | 1.814 | 2.591 | 1.555 | 1.814 | 13.476 |
| 5 | Með hækkandi sól | 3.110 | 2.591 | 2.591 | 3.110 | 2.073 | 2.591 | 2.073 | 18.141 |
| Jury-Punktesprecher |                  |       |       |       |       |       |       |       |        |
| - – Heidi Välkkilä - – Daði Freyr - – Ragnheiður Gröndal - – Sóley Stefánsdóttir - – Barry van Cornewal - – Stig Karlsen - – Tusse |                  |       |       |       |       |       |       |       |        |

### Superfinale
| Platz | Startnr. | Interpret                                 | Lied Musik (M) und Text (T)                                     | Sprache              | Übersetzung (Inoffiziell) | Zuschauerstimmen (Televoting & SMS) | Zuschauerstimmen (Televoting & SMS) | Zuschauerstimmen (Televoting & SMS) | Zuschauerstimmen (Televoting & SMS) |
| Platz | Startnr. | Interpret                                 | Lied Musik (M) und Text (T)                                     | Sprache              | Übersetzung (Inoffiziell) | Erste Runde                         | Zweite Runde                        | Gesamt                              | %                                   |
| ----- | -------- | ----------------------------------------- | --------------------------------------------------------------- | -------------------- | ------------------------- | ----------------------------------- | ----------------------------------- | ----------------------------------- | ----------------------------------- |
| 1.    | 2        | Sigga, Beta & Elín                        | Með hækkandi sól M/T: Lovísa Elísabet Sigrúnardóttir            | Isländisch           | Mit der aufgehenden Sonne | 42.224                              | 35.156                              | 77.380                              | 52,8 %                              |
| 2.    | 1        | Reykjavíkurdætur (Daughters of Reykjavík) | Turn This Around M/T: Reykjavíkurdætur (Daughters of Reykjavík) | Isländisch, Englisch | Dreh das um               | 45.757                              | 23.470                              | 69.227                              | 47,2 %                              |